# كأس تشيلي 2008
كأس تشيلي 2008 (بالإسبانية: Copa Chile 2008-09)‏ هو الموسم 29 من كأس تشيلي. كان عدد الأندية المشاركة فيه 55، وفاز فيه أونيفرسيداد دي كونسيبسيون ‏.